# Kibi no Makibi
Kibi no Makibi (吉備 真備) (né en 695, mort le 3 novembre 775) est un lettré de la noblesse japonaise durant l'époque de Nara, aussi connu sous le nom Kibi Daijin (« ministre Kini »). Né dans la province de Bitchu (à présent Kurashiki, préfecture d'Okayama) avec le nom Shimotsumichi Asomi, il est originaire de l'élite locale. Kibi est le nom de la ville ou de la région dont il est issu.

## Biographie
En 716, il part étudier en Chine et y reste 17 ans avant de rentrer au Japon. On lui attribue l'introduction au Japon d'un certain nombre de nouveautés telles que le jeu de go, l'art de la broderie et le biwa (une sorte de luth). Il devient fameux pour ces voyages en Chine avec Abe no Nakamaro et le moine Genbō.
En 737, il est promu au 5e inférieur de la cour. En 751, alors qu'il est au 4e supérieur, il est nommé vice-ambassadeur auprès de la dynastie Tang et se rend en Chine l'année suivante pour n'en revenir qu'en 753. 
Après avoir passé quelques années à Kyūshū en tant qu'administrateur assistant du Dazaifu (le principal poste gouvernemental sur cette île), il retourne à Nara en 764 à l'occasion de sa nomination en tant que responsable de la construction du Tōdai-ji. Sa promotion au troisième rang inférieur intervient peu après ainsi que sa nomination à la tête d'une armée chargée de réprimer la rébellion de Fujiwara no Nakamaro. À sa nomination au deuxième rang de cour en 765, il occupe les fonctions de dainagon (conseiller principal), puis d'udaijin (ministre de la droite). En 770 il soutient un candidat malheureux au trône et présente sa démission de ses fonctions mais la cour n'accepte que celle relative à ses responsabilités militaires et le garde comme ministre de droite. Il démissionne finalement en 771 et se consacre à l'étude des principes confucéens et à leur application dans l'administration japonaise. 
Kibi est parfois crédité de l'invention du syllabaire phonétique katakana et du système d'écriture correspondant.
Un emaki (rouleau narratif) de la fin du XIIe siècle conservé dans les collections du musée des beaux-arts de Boston représentant le voyage de Kibi en Chine, est un des plus anciens de tous les rouleaux narratifs japonais qui nous soient parvenus. On pense qu'il a été commandé pour aider à soutenir le prestige d'une école de divination qui prétendait avoir des liens avec Kibi. Son acquisition par le musée en 1932 est la cause directe d'un renforcement des lois japonaises pour empêcher la fuite hors du pays des biens culturels d'une importance particulière.

## Sources
- Papinot, Edmond (1910). Historical and geographical dictionary of Japan. Tokyo : Librairie Sansaisha.
- Kodansha Encyclopedia of Japan (1995). Tokyo : Kodansha Ltd.

## Source de la traduction
- (en) Cet article est partiellement ou en totalité issu de l’article de Wikipédia en anglais intitulé « Kibi no Makibi » (voir la liste des auteurs).